# Hoodia mossamedensis
Hoodia mossamedensis là một loài thực vật có hoa trong họ La bố ma. Loài này được (L.C.Leach) Plowes mô tả khoa học đầu tiên năm 1992.